# Скворцов Лев Ігорович
Лев І́горович Скворцо́в (каз. Лев И́горевич Скворцо́в, рос. Лев И́горевич Скворцо́в, нар. 2 лютого 2000, Талгар) — казахський футболіст, захисник клубу «Актобе», в якому грає в оренді з російського клубу«Хімки» та національної збірної Казахстану. Виступав також за клуб «Астана». Чемпіон Казахстану.

## Клубна кар'єра
Лев Скворцов народився 2000 року в місті Талгар, та є вихованцем ДЮСШ міста Талгар футбольної школи клубу «Астана». Професійну футбольну кар'єру розпочав 2018 року в основній команді того ж клубу, в якій того року став чемпіоном Казахстану. У 2020 році керівництво клубу віддало Скворцова в оренду до клубу «Атирау», в 2021 році футболіст повернувся до «Астани».
У 2022 році Лев Скворцов грав у складі команди«Туран» (Туркестан). У 2023 році футболіст перейшов до російського клубу «Хімки», а в 2024 році керівництво клубу віддало казахського футболіста в оренду до іншого російського клубу «Шинник». З 2025 року Скворцов грає в оренді в казахському клубі «Актобе».

## Виступи за збірні
У 2018 році Лев Скворцов дебютував у складі юнацької збірної Казахстану, загалом на юнацькому рівні взяв участь у 19 іграх, відзначившись 6 забитими голами.
Протягом 2019—2022 років Скворцов грав у складі молодіжної збірної Казахстану, на молодіжному рівні зіграв у 18 офіційних матчах.
У 2023 році Лев Скворцов дебютував у складі національної збірної Казахстану. Станом на початок 2025 року зіграв у складі національної збірної 8 матчів, у яких забитими м'ячами не відзначився.

## Титули і досягнення
- Чемпіон Казахстану (1):

«Астана»: 2018